# Kırşehir
Kırşehir (antiga Kirsheri, ortografia antiga Kirshehir) que vol dir 'Vila de les Estepes' és una ciutat de Turquia capital de la província de Kırşehir, i del districte de Kırşehir, a l'Anatòlia central, a la vora del riu Kiliç Özü afluent del Kızılırmak (clàssic Halis). Al cens del 2000 apareix amb 105.826 habitants la ciutat i 121.947 el districte, i al del 2008 amb 101.333 la ciutat i 118.412 el districte. El 1950 tenia 14.168 habitants. A 15 km de la vila hi ha un pont de 13 arcs construït per un visir seljúcida anomenat Izz al-Din Muhammad el 1248 i al costat un caravanserrall de 1268 construït per l'emir seljúcida de Kırşehir Nur al-Din Djabral ibn Baha al-Din Djada. També prop de la població hi ha algunes fonts termals.

## Història
La zona ja estava poblada en temps dels hitites quan la conca de Kırşehir era coneguda com a "Ahhiyuwa". Aquesta regió fou després la Capadòcia. La població hauria portat el nom de Parnassos o Mikissos però aquest suposat nom antic (Macissos/Macissus, també Mocissos/Mocissus i Mokissos) és discutit, igual que el nom romà d'Orient de Justiniàpolis que li hauria estat donat per haver estat reconstruïda per l'emperador Justinià I (527-565) i hauria conservat fins vers 1071 quan els turcs la van batejar "Ciutat de les Estepes" (o dels Prats). Şehr deriva del persa shahr (شهر) que vol dir ciutat.
La història segura comença amb els seljúcides que van ocupar la zona després de la batalla de Mantziciert de 1071. Va estar en mans dels danishmendites i del Soldanat de Rum, que se la van disputar; el 1178 l'emirat de Danishmend (o de Sivas) fou annexionat pel sultà de Konya (Rum) que la van conservar fins al final de la dinastia el 1302. Va quedar llavors sota administració dels governadors il-kànides d'Anatòlia. S'hi va encunyar moneda mongola fins al 1328. Per aquest temps l'historiador Mustawfi la descriu com una gran vila amb un bon clima i amb edificis sagrats, amb uns ingressos locals considerables.
Després (vers 1330, va passar a Eretna i va canviar algunes vegades de mans amb diversos emirs. Kaykubad I va ocupar el principat dels mangudjèquides i va concedir (com a compensació) Kırşehir a Malik Muzaffar ibn Bahram Shah Malik, conegut per Malik Ghazi, que hauria restaurat la madrassa que porta el seu nom, suposadament ja fundada el 1246. Altres construccions d'aquesta època (segle xiii-XIV) són la madrassa de Nur al-Din Djabrail ibn Baba al-Din Djadja datada el 1272 (avui dia la gran mesquita de la ciutat), el Malik Ghazi Kümbedi, la Lale Djami (Mesquita de la Tulipa), la türbe del xeic Sülayman-i Turkomani, la türbe del poeta Ashik Paixà (mort el 3 de novembre de 1333), net de Baba Ilyas, fundador de la confraria del babais i cap de la revolta dels dervixos de 1242 i el santuari d'Akhi Ewran.
Fou ocupada finalment pel sultà Baiazet I. Quan aquest fou derrotat el juliol del 1402 a batalla d'Ankara per Tamerlà, aquest la va cedir a l'emir de Karaman, però va canviar diverses vegades de mans abans de retornar als otomans definitivament. Al començament del segle xvi pertanyia a l'emir de Dhu l-Kadr que fou incorporat de fet per Selim I el 1515 quan era governada per Shah Rokh, fill de l'emir de Dhu l-Kadr Ala al-Dawla Bozkurt, i poc després era erigit en capçalera d'un sandjak dins de l'eyalat de Karaman.
Fins al canvi administratiu de 1864 va pertànyer a Karaman i en aquest any va passar al vilayat d'Ankara. El 1924 fou elevada a vilayat (província) quan els antics sandjaks foren convertits tots en vilayats (i els antics vilayats suprimits); però el 30 de maig de 1954 es va suprimir, i el territori fou repartit entre les províncies d'Ankara i Yozgad i la de nova creació de Nevşehir (on va quedar la ciutat de Kırşehir). Tres anys després la província era restablerta (1957).